# Ундуск, Иоганнес Александрович
Иога́ннес Алекса́ндрович У́ндуск (эст. Johannes Undusk, 1918—1979) — советский хозяйственный, государственный и политический деятель. Член КПСС (1943). Участник Великой Отечественной войны.

## Биография
Родился в 1918 году в Гдовском уезде Петроградской губернии. 
С 1940 года — на хозяйственной, общественной и политической работе. В 1940—1979 годах — директор клуба, второй, затем первый секретарь ЦК ЛКСМ Эстонской ССР, ответственный работник в Совете Министров Эстонской ССР, первый секретарь Тартуского городского комитета КП Эстонии (КПЭ), заведующий отдела пропаганды и агитации ЦК КПЭ, председатель Таллинского горисполкома, председатель Эстонского общества дружбы и культурных связей.
Избирался депутатом Совета Национальностей  Верховного Совета СССР 6-го и 7-го созывов от Эстонской ССР (1962—1970).
Умер в Таллине в 1979 году. Похоронен на таллинском кладбище Метсакальмисту.